# Chillicothe (Misuri)
Chillicothe es una ciudad ubicada en el condado de Livingston en el estado estadounidense de Misuri. En el Censo de 2010 tenía una población de 9515 habitantes y una densidad poblacional de 522,43 personas por km².

## Geografía
Chillicothe se encuentra ubicada en las coordenadas 39°47′41″N 93°32′58″O / 39.79472, -93.54944. Según la Oficina del Censo de los Estados Unidos, Chillicothe tiene una superficie total de 18.21 km², de la cual 18.19 km² corresponden a tierra firme y (0.14%) 0.03 km² es agua.

## Demografía
Según el censo de 2010, había 9515 personas residiendo en Chillicothe. La densidad de población era de 522,43 hab./km². De los 9515 habitantes, Chillicothe estaba compuesto por el 93.49% blancos, el 3.71% eran afroamericanos, el 0.43% eran amerindios, el 0.35% eran asiáticos, el 0.01% eran isleños del Pacífico, el 0.5% eran de otras razas y el 1.5% pertenecían a dos o más razas. Del total de la población el 1.5% eran hispanos o latinos de cualquier raza.